# Leander (datorspel)
Leander är ett TV-spel till Commodore Amiga, utvecklat av Traveller's Tales och utgivet 1991 av Psygnosis. Originalversionen utvecklades till Amiga, och porterades senare till Atari ST och, under namnet The Legend of Galahad (utgivet av Electronic Arts) som Sega Mega Drive.

## Handling
Riddaren Leander skall stoppa den elake trollkarlen Thanatos och rädda prinsessan Lucanna.